# Miocaenia pectinicornis
Miocaenia pectinicornis là một loài bọ cánh cứng trong họ Lycidae. Loài này được Wickham miêu tả khoa học năm 1914.